# جيري ومارج يستجمان
جيري ومارج يستجمان (بالإنجليزية: Jerry & Marge Go Large)‏ هو فيلم درامي كوميدي أمريكي لعام 2022، من إخراج ديفيد فرانكلوسيناريو براد كوبلاند، من بطولة براين كرانستون وآنيت بنينغ، تم عرض الفيلم لأول مرة في مهرجان تريبيكا السينمائي في 15 يونيو 2022. وتم عرضه على باراماونت+ في 17 يونيو 2022.

## روابط خارجية
- جيري ومارج يستجمان على موقع IMDb (الإنجليزية)
- جيري ومارج يستجمان على موقع ميتاكريتيك (الإنجليزية)
- جيري ومارج يستجمان على موقع روتن توميتوز (الإنجليزية)
- جيري ومارج يستجمان على موقع نتفليكس (الإنجليزية)
- جيري ومارج يستجمان على موقع ألو سيني (الفرنسية)
- جيري ومارج يستجمان على موقع قاعدة بيانات الفيلم (الإنجليزية)
- جيري ومارج يستجمان على موقع ليتربوكسد (الإنجليزية)
- جيري ومارج يستجمان على موقع كينوبويسك (الروسية)